# 1865
| [ Edytuj tabelę ]                         | |
| Król Polski (tytularny)                   | - 1855 Aleksander II Romanow 1881 |
| Emir Afganistanu                          | - 1863 Szer Ali Chan 1866 |
| Współksiążęta Andory                      | - 1853 Josep Caixal i Estradé 1879 - 1848 Karol Ludwik Napoleon Bonaparte 1870                                                         |
| Prezydent Argentyny                       | - 1862 gen. Bartolomé Mitre 1868 |
| Cesarz Austrii                            | - 1848 Franciszek Józef I 1916 |
| Król Bawarii                              | - 1864 Ludwik II 1886 |
| Król Belgów                               | - 1831 Leopold I 1865 - 1865 Leopold II 1909                                                                                           |
| Premier Belgii                            | - 1857 Charles Rogier 1868 |
| Prezydent Boliwii                         | - 1864 Mariano Melgarejo 1871 |
| Cesarz Brazylii                           | - 1831 Pedro II 1889 |
| Sułtan Brunei                             | - 1852 Abdul Momin 1885 |
| Prezydent Chile                           | - 1861 José Joaquín Pérez 1871 |
| Cesarz Chin                               | - 1861 Tongzhi 1875 |
| Król Czech                                | - 1848 Franciszek Józef I 1916 |
| Król Danii                                | - 1863 Chrystian IX 1906 |
| Premier Danii                             | - 1864 Christian Albrecht Bluhme 1865 - 1865 Christian Emil Krag-Juel- -Vind-Frijs 1870                                                |
| Dalajlama                                 | - 1857 Trinlej Gjaco 1875 |
| Prezydent Dominikany                      | - 1865 Pedro Antonio Pimentel 1865 - 1865 José María Cabral 1865 - 1865 Pedro Guillermormo (tymcz.) 1865 - 1865 Buenaventura Báez 1866 |
| Władca Egiptu                             | - 1863 Isma’il Pasza 1879 |
| Premier Egiptu                            | - 1864 Raghib Pasza 1866 |
| Prezydent Ekwadoru                        | - 1859 Gabriel García Moreno 1865 - 1865 Rafael Carvajal 1865 - 1865 Jerónimo Carrión 1867                                             |
| Cesarz Etiopii                            | - 1855 Teodor II 1868 |
| Cesarz Francuzów                          | - 1852 Napoleon III 1870 |
| Król Grecji                               | - 1863 Jerzy I 1913 |
| Prezydent Gwatemali                       | - 1851 Rafael Carrera y Turcios 1865 - 1865 Pedro de Aycinena y Piñol (p.o.) 1865 - 1865 Vicente Cerna Sandoval 1871                   |
| Prezydent Haiti                           | - 1859 Fabre Geffrard 1867 |
| Król Hawajów                              | - 1863 Kamehameha V 1872 |
| Król Hiszpanii                            | - 1833 Izabela II 1868 |
| Król Holandii                             | - 1849 Wilhelm III 1890 |
| Premier Holandii                          | - 1862 Johan Rudolph Thorbecke 1866 |
| Prezydent Hondurasu                       | - 1864 José María Medina 1872 |
| Szach Iranu                               | - 1848 Naser ad-Din Szah 1896 |
| Król Irlandii                             | - 1837 Wiktoria Hanowerska 1901 |
| Cesarz Japonii                            | - 1846 Kōmei 1866 |
| Kalif                                     | - 1861 Abdülaziz 1876 |
| Emir Kataru                               | - 1847 Muhammad ibn Sani 1878 |
| Prezydent Kolumbii                        | - 1864 Manuel Murillo Toro 1866 |
| Patriarcha Konstantynopola                | - 1863 Sofroniusz III 1866 |
| Władca Korei                              | - 1863 Kojong 1907 |
| Prezydent Kostaryki                       | - 1863 Jesús Jiménez Zamora 1866 |
| Emir Kuwejtu                              | - 1859 Sabah II 1866 |
| Prezydent Liberii                         | - 1864 Daniel Bashiel Warner 1868 |
| Książę Liechtensteinu                     | - 1858 Jan II Dobry 1929 |
| Wielki książę Luksemburga                 | - 1849 Wilhelm III 1890 |
| Premier Luksemburga                       | - 1860 Baron de Tornaco 1867 |
| Sułtan Maroka                             | - 1859 Muhammad IV 1873 |
| Książę Monako                             | - 1856 Karol III 1889 |
| Król Nawarry                              | - 1848 Napoleon I 1870 |
| Król Nepalu                               | - 1847 Surendra 1881 |
| Premier Nepalu                            | - 1857 Jang Bahadur Rana 1877 |
| Prezydent Nikaragui                       | - 1857 Tomás Martínez 1867 |
| Król Norwegii                             | - 1859 Karol IV 1872 |
| Premier Nowej Zelandii                    | - 1864 Frederick Weld 1865 - 1865 Edward Stafford 1869                                                                                 |
| Sułtan Omanu                              | - 1856 Suwajni ibn Sa’id 1866 |
| Papież                                    | - 1846 Pius IX 1878 |
| Prezydent Paragwaju                       | - 1862 Francisco Solano López 1870 |
| Prezydent Peru                            | - 1863 Juan Antonio Pezet 1865 - 1865 Mariano Ignacio Prado 1868                                                                       |
| Król Portugalii                           | - 1861 Ludwik 1889 |
| Król Prus                                 | - 1861 Wilhelm I 1888 |
| Car Rosji                                 | - 1855 Aleksander II 1881 |
| Książę Rumunii                            | - 1859 Aleksander Jan Cuza 1866 |
| Premier Rumunii                           | - 1863 Mihail Kogălniceanu 1865 - 1865 Constantin Bosianu 1865 - 1865 Nicolae Crețulescu 1866                                          |
| Król Saksonii                             | - 1854 Jan Wettyn 1873 |
| Prezydent Salwadoru                       | - 1863 Francisco Dueñas 1871 |
| Kapitanowie Regenci San Marino            | - 1864 Palamede Malpeli Pasquale Marcucci 1865 - 1865 Settimio Belluzzi Giacomo Berti 1865 - 1865 Filippo Belluzzi Silvestro Masi 1866 |
| Książę Serbii                             | - 1860 Michał Obrenowić 1868 |
| Prezydent Skonfederowanych Stanów Ameryki | - 1861 Jefferson Davis 1865 |
| Prezydent Szwajcarii                      | - 1865 Karl Schenk 1865 |
| Król Szwecji                              | - 1859 Karol XV 1872 |
| Król Tajlandii                            | - 1851 Mongkut 1868 |
| Sułtan Turków                             | - 1861 Abdülaziz 1876 |
| Prezydent Urugwaju                        | - 1864 Atanasio Aguirre (p.o.) 1865 - 1865 Tomás Villalba (p.o.) 1865 - 1865 Venancio Flores (p.o.) 1868                               |
| Prezydent USA                             | - 1861 Abraham Lincoln 1865 - 1865 Andrew Johnson 1869                                                                                 |
| Prezydent Wenezueli                       | - 1863 Juan Crisóstomo Falcón 1868 |
| Król Węgier                               | - 1848 Franciszek Józef I 1916 |
| Monarcha Wielkiej Brytanii                | - 1837 Wiktoria 1901 |
| Premier Wielkiej Brytanii                 | - 1859 Henry Temple 1865 - 1865 John Russell 1866                                                                                      |
| Cesarz Wietnamu                           | - 1847 Tự Đức 1883 |
| Król Włoch                                | - 1861 Wiktor Emanuel II 1878 |

Rok 1865 / MDCCCLXV
stulecia: XVIII wiek ~
XIX wiek ~
XX wiek

dziesięciolecia:
1830–1839 •
1840–1849 •
1850–1859 •
1860–1869
• 1870–1879
• 1880–1889
• 1890–1899

lata: 1855 «
1860 «
1861 «
1862 «
1863 «
1864 «
1865
» 1866
» 1867
» 1868
» 1869
» 1870
» 1875

## Wydarzenia w Polsce
- 1 stycznia – ukazem cara Aleksandra II Romanowa ustanowiono Medal za Uśmierzenie Buntu Polskiego.
- 17 lutego – powstańcy styczniowi Emanuel Szafarczyk i Aleksander Waszkowski zostali powieszeni publicznie na stokach Cytadeli.
- 17 marca – rozpoczęto budowę mostu łyżwowego na Wiśle we Włocławku.
- 23 maja – w Sokołowie Podlaskim dokonano egzekucji księdza Stanisława Brzóski, generała, naczelnego kapelana wojsk powstańczych, ostatniego dowódcy powstania styczniowego.
- 5 lipca – w Warszawie ukazało się pierwsze wydanie tygodnika Kłosy.
- 10 lipca – założono Ogród Zoologiczny we Wrocławiu.
- 11 września – Katowice otrzymały prawa miejskie.
- 28 września – w Warszawie odbyła się prapremiera Strasznego dworu Stanisława Moniuszki zakończona wielką manifestacją patriotyczną.
- 18 listopada – rozpoczęła działalność Kolej Fabryczno-Łódzka.

- Dekret cesarza o amnestii dla więźniów politycznych, co umożliwiło powrót do Krakowa wielu przetrzymywanych w więzieniach austriackich.
- Zbudowano drogę bitą Wicko-Rybieńko.

## Wydarzenia na świecie
- 31 stycznia – Izba Reprezentantów Stanów Zjednoczonych przyjęła 13. poprawkę do konstytucji, znoszącą niewolnictwo (weszła w życie po jej ratyfikacji przez trzy czwarte stanów, 6 grudnia 1865).
- 7 lutego – wojna secesyjna: zwycięstwo unionistów w bitwie nad Hatcher’s Run.
- 8 lutego – prekursor genetyki Gregor Mendel, podczas posiedzenia lokalnego towarzystwa naukowego w Brnie, zaprezentował sformułowane przez siebie reguły przekazywania cech dziedzicznych.
- 13 marca – wojna secesyjna: ogłoszono niezrealizowany do końca pobór 300 tysięcy Afroamerykanów do Armii Stanów Skonfederowanych.
- 16 marca – wojna secesyjna: nierozstrzygnięta bitwa pod Averasborough.
- 18 marca – paragwajski dyktator Francisco Solano López wypowiedział wojnę Argentynie.
- 19 marca – wojna secesyjna: rozpoczęła się bitwa pod Bentonville.
- 21 marca – wojna secesyjna: zwycięstwo wojsk Unii w bitwie pod Bentonville.
- 25 marca – Pedro Antonio Pimentel został prezydentem Dominikany.
- 2 kwietnia – wojna secesyjna: zwycięstwa Unionistów w III bitwie pod Petersburgiem i bitwie pod Selmą.
- 3 kwietnia – wojna secesyjna: wojska Unii zdobyły Richmond w Wirginii, stolicę Skonfederowanych Stanów Ameryki.
- 6 kwietnia – powstał niemiecki koncern chemiczny BASF.
- 8 kwietnia – wojna secesyjna: wygrana wojsk Unii w bitwie pod Appomattox Station.
- 9 kwietnia – wojna secesyjna: gen. Robert E. Lee podpisał w Appomattox kapitulację wojsk konfederatów, co uważane jest za zakończenie wojny.
- 12 kwietnia – wojna secesyjna: wojska Unii zdobyły port i miasto Mobile w Alabamie.
- 13 kwietnia – wojna secesyjna: wojska Unii zajęły stolicę Karoliny Północnej Raleigh.
- 14 kwietnia:
  - w Teatrze Forda w Waszyngtonie prezydent USA Abraham Lincoln został postrzelony w głowę przez aktora Johna Wilkesa Bootha, w wyniku czego zmarł następnego dnia w szpitalu.
  - zmarł na skutek przepicia prezydent Gwatemali Rafael Carrera. P.o. prezydenta został Pedro de Aycinena.
- 15 kwietnia – wiceprezydent Andrew Johnson zastąpił zmarłego Abrahama Lincolna na stanowisku prezydenta USA.
- 25 kwietnia – prezydent Peru Juan Antonio Pezet został odsunięty na 2 miesiące od władzy w wyniku rebelii pod wodzą płk Mariano Ignacio Prado.
- 26 kwietnia
  - Annibale de Gasparis odkrył planetoidę Beatrix.
  - wojna secesyjna: konfederacka armia Josepha Johnstona skapitulowała pod Durnham w stanie Karolina Południowa.
  - zabójca prezydenta Abrahama Lincolna, John Wilkes Booth, zginął na oblężonej farmie w Wirginii w strzelaninie ze ścigającym go oddziałem kawalerii.
- 27 kwietnia – na Missisipi zatonął statek SS Sultana. Zginęło od 1200 do 1700 osób.
- 1 maja – wojna paragwajska: Brazylia, Argentyna i Urugwaj zawarły sojusz w celu obalenia paragwajskiego dyktatora Francisco Solano Lópeza.
- 2 maja – w Abbeville w Karolinie Południowej odbyło się ostatnie posiedzenie gabinetu prezydenta Skonfederowanych Stanów Ameryki Jeffersona Davisa.
- 10 maja – jedyny prezydent Skonfederowanych Stanów Ameryki Jefferson Davis został schwytany w Georgii przez żołnierzy Unii.
- 16 maja – w hiszpańskim wojsku zniesiono wymóg „czystości krwi”.
- 17 maja – w Paryżu założono Międzynarodowy Związek Telegraficzny (obecnie Międzynarodowy Związek Telekomunikacyjny).
- 25 maja – około 300 osób zginęło w wybuchu składu amunicji w mieście Mobile (Alabama).
- 10 czerwca – w Monachium odbyła się premiera opery Tristan i Izolda Richarda Wagnera.
- 11 czerwca – wojna paragwajska: zwycięstwo floty brazylijskiej nad paragwajską w bitwie pod Riachuelo na rzece Parana.
- 29 czerwca – papież Pius IX kanonizował 19 męczenników z Gorkum.
- 2 lipca – William Booth założył Armię Zbawienia.
- 4 lipca – opublikowano Alicję w Krainie Czarów.
- 5 lipca:
  - w Stanach Zjednoczonych powołano Secret Service.
  - w Anglii wprowadzono pierwsze na świecie ograniczenie prędkości (Red Flag Act). Nowe prawo ograniczało prędkość do 3 km/h w mieście i 6 km/h poza nim. Nakładało również obowiązek poprzedzania pojazdu przez człowieka z czerwoną flagą 50 m przed automobilem.
- 7 lipca – powieszono czterech spiskowców zamieszanych w zabójstwo Abrahama Lincolna.
- 14 lipca – Edward Whymper wraz z sześcioosobowym zespołem jako pierwsi zdobyli szczyt Matterhorn w Alpach Zachodnich.
- 19 lipca – założono miasto Lincoln w Argentynie.
- 21 lipca – Dziki Zachód: Springfield (Missouri) rewolwerowiec Dziki Bill Hickok podczas pierwszego klasycznego pojedynku rewolwerowego zastrzelił Davisa K. Tutta.
- 28 lipca – walijscy osadnicy założyli miasto Puerto Madryn w Argentynie.
- 22 sierpnia – Nowojorczyk William Sheppard złożył wniosek o opatentowanie niezwykle przydatnego mydła w płynie.
- 19 września – Christian Peters odkrył planetoidę Io.
- 25 września – wybuch wojny Chile i Peru z Hiszpanią
- 11 września – wystawienie dokumentu nadającego Katowicom (Kattowitz) status miasta. Zarząd miejski wprowadzono 28 grudnia 1866.
- 10 listopada – w Waszyngtonie został powieszony kapitan Henry Wirz, jeden z dwóch oficerów Armii Konfederacji sądzonych i skazanych na karę śmierci po zakończeniu wojny secesyjnej za zbrodnie wojenne, jakich miał się dopuścić pełniąc obowiązki komendanta obozu jenieckiego Camp Sumter w pobliżu Andersonville w stanie Georgia.
- 26 listopada – wojna Chile i Peru z Hiszpanią: bitwa morska pod Papudo.
- 5 grudnia – wojna Chile i Peru z Hiszpanią: Chile i Peru zawarły antyhiszpański sojusz.
- 6 grudnia – Francja i Monako zawarły unię celną.
- 10 grudnia – Leopold II Koburg został królem Belgów.
- 17 grudnia – w Wiedniu odbyła się premiera VIII Symfonii „Niedokończonej” Franza Schuberta.
- 18 grudnia – weszła w życie XIII poprawka do Konstytucji Stanów Zjednoczonych, znosząca niewolnictwo.
- 23 grudnia – Belgia, Francja, Szwajcaria i Włochy zawarły Łacińską Unię Monetarną.
- 24 grudnia – w mieście Pulaski w stanie Tennessee sześciu weteranów armii Południa założyło Ku Klux Klan.

- Trwał rosyjski podbój Azji Środkowej. Rosjanie zdobyli Taszkent.
- W Rosji wprowadzono zakaz drukowania książek i prasy w językach litewskim i białoruskim.
- Rozpoczynają się wojny Stanów Zjednoczonych z plemionami Siuksów.
- Władcą Rumunii został ks. Karol Hohenzollern-Sigmaringen.
- Ustalenie wysokości bramki piłkarskiej na 2,4 metra.

## Urodzili się
- 5 stycznia – Bodo Ebhardt, niemiecki architekt i konserwator zabytków (zm. 1945)
- 8 stycznia – Alina Bondy-Glassowa, polska malarka, kolekcjonerka sztuki (zm. 1935)
- 15 stycznia
  - Marceli Godlewski, polski ksiądz katolicki, działacz społeczny (zm. 1945)
  - Sophia Goudstikker, holendersko-niemiecka fotografka, sufrażystka (zm. 1924)
- 31 stycznia – Henri Desgrange, francuski kolarz szosowy, pomysłodawca i organizator Tour de France (zm. 1940)
- 6 lutego – Andrew Claude de la Cherois Crommelin, brytyjski astronom (zm. 1939)
- 12 lutego – Kazimierz Przerwa-Tetmajer, poeta okresu Młodej Polski (zm. 1940)
- 19 lutego
  - Ferdinand Löwe, austriacki dyrygent, pedagog i pianista (zm. 1925)
  - Sven Hedin, szwedzki geograf, podróżnik (zm. 1952)
- 3 marca - Gustaw Leyding, polski działacz ludowy na Mazurach (zm. 1948)
- 7 marca – Martyn Jordan, walijski rugbysta (zm. 1902)
- 10 marca – Julian Nowak, profesor medycyny, rektor UJ, premier II RP (zm. 1946)
- 17 marca – Gabriel Narutowicz, pierwszy prezydent niepodległej Polski (zm. 1922)
- 19 marca – o. Pius Antoni Przeździecki OSPPE, w latach 1931 do 1942 Generał Zakonu św. Pawła Pierwszego Pustelnika (zm. 1942)
- 20 marca – Wiktor Kulerski, wydawca i założyciel „Gazety Grudziądzkiej” oraz poseł na Sejm RP (zm. 1935)
- 30 marca – Gwidon Maria Conforti, włoski biskup katolicki, założyciel Związku Misyjnego Księży, święty (zm. 1931)
- 3 kwietnia – Robert MacMillan, szkocki rugbysta (zm. 1936)
- 4 kwietnia
  - Zdzisław Lubomirski, książę, prezydent Warszawy, członek Rady Regencyjnej (zm. 1943)
  - Adela Florence Nicolson, brytyjska poetka (zm. 1904)
- 9 kwietnia – Erich Ludendorff, niemiecki generał i polityk (zm. 1937)
- 15 kwietnia – Olga Boznańska, polska malarka okresu modernizmu (zm. 1940)
- 17 kwietnia – Urszula Ledóchowska, polska zakonnica, założycielka urszulanek szarych, święta katolicka (zm. 1939)
- 21 kwietnia – Stanisław Gall, polski duchowny katolicki, biskup polowy WP, sufragan warszawski (zm. 1942)
- 26 kwietnia – Akseli Gallen-Kallela, malarz fiński, twórca serii obrazów inspirowanych fińską epopeją narodową Kalevala (zm. 1931)
- 27 kwietnia – Władysław Garbiński, polski rotmistrz armii rosyjskiej, jeździec, prezydent Kielc (zm. 1908)
- 28 kwietnia – Piotr Bieńkowski, polski archeolog (zm. 1925)
- 29 kwietnia – Max Fabiani, słoweńsko-włoski architekt i urbanista (zm. 1962)
- 1 maja – Erik Lindh, fiński żeglarz, medalista olimpijski (zm. 1914)
- 2 maja:
  - Frederick Ludwig Hoffman – amerykański statystyk (zm. 1946)
  - Bonaventura Marrani, włoski franciszkanin, generał zakonu (zm. 1947)
- 3 maja – Michael Berkowitz, żydowski pedagog i pisarz, pionier ruchu syjonistycznego (zm. 1935)
- 25 maja – Pieter Zeeman, fizyk holenderski (zm. 1943)
- 29 maja – Piotr Drzewiecki, polski polityk, prezydent Warszawy (zm. 1943)
- 2 czerwca – Hugo Clason, szwedzki żeglarz, medalista olimpijski (zm. 1935)
- 5 czerwca – Felicjan Szopski, polski kompozytor i pianista (zm. 1939)
- 6 czerwca
  - Ernst Krogius, fiński żeglarz, medalista olimpijski (zm. 1955)
  - Wincenty Rapacki, polski aktor, śpiewak (zm. 1943)
- 13 czerwca – William Butler Yeats, irlandzki poeta, dramaturg i filozof (zm. 1939)
- 23 czerwca – Hugh Ker, szkocki rugbysta (zm. 1938)
- 2 lipca – Lily Braun, niemiecka feministyczna pisarka oraz polityczka Socjaldemokratycznej Partii Niemiec (SPD) (zm. 1916)
- 14 lipca – Bruno Sogalla, lekarz, radny (zm. 1918)[1]
- 15 lipca – Alfred Harmsworth, brytyjski dziennikarz i wydawca (zm. 1922)
- 21 lipca – Edmund Thormählen, szwedzki żeglarz, medalista olimpijski (zm. 1946)
- 26 lipca – Philipp Scheidemann, polityk niemiecki (zm. 1939)
- 1 sierpnia – Adolf Szelążek, polski duchowny katolicki, biskup pomocniczy płocki (zm. 1950)
- 6 sierpnia
  - Phillips Lee Goldsborough, amerykański polityk, senator ze stanu Maryland (zm. 1946)
  - Daniel Rambaut, irlandzki rugbysta (zm. 1937)
- 11 sierpnia – Tyburcjusz Arnaiz Munoz, hiszpański duchowny katolicki, błogosławiony (zm. 1926)
- 12 sierpnia – Josef Deitmer, niemiecki duchowny katolicki, biskup pomocniczy wrocławski (zm. 1929)
- 20 sierpnia – John Orr, szkocki rugbysta (zm. 1935)
- 25 sierpnia – Carl August Kronlund, szwedzki curler (zm. 1937)
- 27 sierpnia – James Breasted, amerykański archeolog, historyk i egiptolog (zm. 1935)
- 3 września – Konstanty Laszczka, polski rzeźbiarz, malarz i grafik (zm. 1956)
- 4 września:
  - Maria Karłowska, założycielka Zgromadzenia Sióstr Pasterek, błogosławiona katolicka (zm. 1935)
  - Robert Warren, irlandzki rugbysta, sędzia sportowy (zm. 1940)
- 9 września – Józef Álvarez-Benavides de la Torre, hiszpański duchowny katolicki, męczennik, błogosławiony (zm. 1936)
- 10 września – Alexander Pohlmann, niemiecki polityk, burmistrz Katowic (zm. 1952)
- 28 września
  - Amelia Orleańska, królowa Portugalii (zm. 1951)
  - Wacław Wolski, polski inżynier, wynalazca, przedsiębiorca naftowy i działacz społeczny, obrońca Lwowa (zm. 1922)
- 6 sierpnia – Phillips Lee Goldsborough, amerykański polityk, senator ze stanu Maryland (zm. 1946)
- 5 października – Matthew McEwan, szkocki rugbysta i sędzia sportowy (zm. 1899)
- 19 października – Stanisław Sokołowski, pionier polskiego leśnictwa, rzecznik utworzenia Tatrzańskiego Parku Narodowego (zm. 1942)
- 25 października – Walter Leistikow, niemiecki malarz i grafik, współzałożyciel Berlińskiej Secesji (zm. 1908)
- 31 października – Wilfrid Michael Voynich, amerykański antykwarysta i kolekcjoner polskiego pochodzenia, odkrywca Manuskryptu Voynicha (zm. 1930)
- 2 listopada – Warren Harding, amerykański polityk, prezydent USA (zm. 1923)
- 10 listopada – Władysław Umiński, polski pisarz, prekursor literatury science-fiction (zm. 1954)
- 28 listopada – Maria Berchmana Leidenix, austriacka zakonnica, męczennica, błogosławiona katolicka (zm. 1941)
- 8 grudnia – Jean Sibelius, fiński kompozytor (zm. 1957)
- 16 grudnia – Paulina od Serca Jezusa, włoska zakonnica działająca w Brazylii, założycielka Małych Sióstr Niepokalanego Poczęcia, święta katolicka (zm. 1942)
- 24 grudnia
  - Włodzimierz Ledóchowski, pułkownik c. i k. Armii, adiutant przyboczny ostatniego cesarza Austrii i króla Węgier (zm. 1933)
  - Amelia Wittelsbach, bawarska księżniczka (zm. 1912)
- 30 grudnia – Rudyard Kipling, brytyjski pisarz, autor Księgi dżungli, laureat Nagrody Nobla (zm. 1936)

data dzienna nieznana: 
- Səkinə Axundzadə, azerska dramatopisarka (zm. 1927)
- József Déry, węgierski taternik, działacz turystyczny, turysta i sędzia (zm. 1937)
- William McCrum, irlandzki przedsiębiorca, piłkarz i działacz piłkarski (zm. 1932)
- Pierre Rabot, francuski żeglarz, medalista olimpijski
- Adam Pełczyński, malarz polski (zm. 1928)

## Święta ruchome
- Tłusty czwartek: 23 lutego
- Ostatki: 28 lutego
- Popielec: 1 marca
- Niedziela Palmowa: 9 kwietnia
- Wielki Czwartek: 13 kwietnia
- Wielki Piątek: 14 kwietnia
- Wielka Sobota: 15 kwietnia
- Wielkanoc: 16 kwietnia
- Poniedziałek Wielkanocny: 17 kwietnia
- Wniebowstąpienie Pańskie: 25 maja
- Zesłanie Ducha Świętego: 4 czerwca
- Boże Ciało: 15 czerwca